# بنسون (کارولینای شمالی)
بنسون (به انگلیسی: Benson) شهری در ایالت کارولینای شمالی کشور ایالات متحده آمریکا است که جمعیت آن در سرشماری سال ۲۰۱۰ میلادی، ۳٬۳۱۱ نفر بوده‌است.